# قضیه پست
در نظریهٔ محاسبه‌پذیری قضیهٔ پست، نام‌گرفته از امیل پست، رابطهٔ بینِ سلسله‌مراتب حسابی و درجهٔ تورینگ را نشان می‌دهد.
می‌گوییم زیرمجموعهٔ {\displaystyle X\!} از {\displaystyle \omega \!} یک {\displaystyle \Sigma _{n}\!} است اگر فرمولِ {\displaystyle \Sigma _{n}\!}-ای با متغیر آزادِ {\displaystyle n\!} وجود داشته باشد که مقدارِ درست داشته باشد، اگر و فقط اگر {\displaystyle n\!} در {\displaystyle X\!} باشد.
به‌طور دقیق قضیهٔ پست می‌گوید:
- برای هر {\displaystyle n\geq 0\!}، {\displaystyle B\in \Sigma _{n+1}\!} اگر و فقط اگر {\displaystyle B\!} یک مجموعهٔ بازگشتی محاسبه‌پذیر با یک غیب‌گو، از مجموعهٔ {\displaystyle \Pi _{n}\!}-ای، یا به طورِ مترادف، از {\displaystyle \Sigma _{n}\!}-ای باشد.
- {\displaystyle \emptyset ^{(n)}\!}، یعنی برای هر {\displaystyle n>0\!} ،n-اُمین جهش تورینگی مجموعه خالی {\displaystyle \Sigma _{n}\!} کامل است.